# Grupo de París
El Grupo de París se constituyó  con artistas plásticos argentinos residentes en París en la segunda década del siglo XX.  En común, tenían lazos de amistad, la idea de una renovación de los conceptos artísticos, la influencia de la Escuela de París y la guía, como maestros, de los pintores André Lhote, Charles Guérin, Othon Friesz y el escultor Antoine Bourdelle.
El grupo lo formaban Raquel Forner, Aquiles Badi, Héctor Basaldúa, Alfredo Bigatti, Lino Enea Spilimbergo, Horacio Butler, Juan del Prete, Pedro Domínguez Neira, Alberto Morera y Antonio Berni que, con su afiliación al partido comunista y su personal visión del arte figurativo, incorporando elementos del surrealismo, fantásticos y una clara posición crítica social, tiene, con toda claridad, una posición independiente en relación con la concepción estética e ideológica del grupo.

## Características
En París, acabada la Primera Guerra Mundial, confluyen artistas de todas partes del mundo, unidos por un deseo de aprendizaje y convencidos de la necesidad de establecer nuevos conceptos en el arte. Entre ellos, el grupo de artistas argentinos reunidos en lo que se consideró el Grupo de París y a los que los diarios de la época llamaban “Los muchachos de París”.
Estos artistas se inscribieron en los talleres de pintura, abundante entonces en París, que impartían enseñanzas de ruptura frente al arte tradicional. La mayoría de los artistas argentinos hicieron estudios con los mismos maestros y André Lothe, sobre todo, tuvo sobre ellos una fuerte influencia con sus ideas de realizar una síntesis del arte clásico, considerado en función de la armonía y el equilibrio que propone, y un nuevo lenguaje, propio de la época. 
El grupo realizó exposiciones en París y Buenos Aires, actuando en conjunto y haciéndose visibles ante el mundo artístico mostrando su manera de realizar un arte distinto al tradicional, un arte de ruptura.
La primera exposición en Buenos Aires, organizada por Horacio Butler, en la Asociación Amigos del Arte, en 1928, muestra la aparición de novedosas concepciones estéticas, en parte, marcadas por el poscubismo y el posexpresionismo.
El grupo, con sus exhibiciones colectivas, sirvió para que los artistas que lo integraban impulsaran sus carreras y, más adelante, cada uno de ellos obtuviera su propia identidad. Como Juan Del Prete y su abstraccionismo, Forner, con su personal estilo expresionista, o Berni, con su pintura inmersa en la realidad social y el compromiso político.